# Akademischer Bund Katholisch-Österreichischer Landsmannschaften
Der Akademische Bund Katholisch-Österreichischer Landsmannschaften ist ein Korporationsverband katholischer und – zumindest ursprünglich – legitimistischer Studentenverbindungen in Österreich.

## Geschichte und Prinzipien

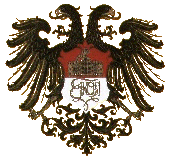
Wappen der Akademischer Bund Katholisch-Österreichischer Landsmannschaften Dachverband

Nach dem Ersten Weltkrieg schlossen sich in Österreich katholische Akademiker (vereinzelt auch Gymnasiasten) zu Studentenverbindungen zusammen, die neben den Prinzipien religio, scientia, amicitia et patria eine besondere Verbundenheit mit dem Haus Habsburg pflegten. Einige der Verbindungen haben dadurch ein fünftes Prinzip monarchia abgeleitet, welches sie vom Österreichischen Cartellverband (ÖCV) trennt, weshalb die Gründung eines eigenen Verbandes notwendig war. Dessen Gründung erfolgte am 12. September 1933 durch ein Kartellverhältnis zwischen den Verbindungen Maximiliana und Starhemberg.
Es handelt sich bei diesen Katholisch-Österreichischen Landsmannschaften (KÖL) trotz der Bezeichnung Landsmannschaft um nicht-schlagende Verbindungen in starkem Gegensatz zu den Landsmannschaften des Coburger Convents.
Nach dem Zweiten Weltkrieg wurden mehrere Alte Herren der erloschenen legitimistischen Corps bei einer KÖL-Verbindung Mitglied, wobei es sich um einen Wechsel von einer schlagenden zu einer nichtschlagenden Verbindung handelt.
Neben dem Reichsbund für Österreich waren die KÖL in der Zwischenkriegszeit der bedeutendste Teil der legitimistischen Bewegung Österreichs.

## Mitgliedsverbindungen
Die folgende Liste ist eine Gesamtaufstellung aller existierenden Mitgliedsverbindungen in Reihenfolge des Gründungsdatums.
|  |
|  |
|  |
|  |
|  |

|  |
|  |
|  |
|  |

|  |
|  |
|  |
|  |
|  |

|  |
|  |
|  |
|  |

|  |
|  |
|  |
|  |
|  |

|  |
|  |
|  |
|  |
|  |

|  |
|  |
|  |
|  |
|  |

|  |
|  |
|  |
|  |

|  |
|  |
|  |
|  |
|  |

|  |
|  |
|  |
|  |

|  |
|  |
|  |
|  |
|  |

|  |
|  |
|  |
|  |

|  |
|  |
|  |
|  |
|  |
|  |

|  |
|  |
|  |
|  |

|  |
|  |
|  |
|  |
|  |

|  |
|  |
|  |
|  |

|  |
|  |
|  |
|  |
|  |

|  |
|  |
|  |
|  |

|  |
|  |
|  |
|  |
|  |
|  |
|  |

|  |
|  |
|  |
|  |
|  |
|  |

Mit dem 13. November 2021 wurde die KÖL Ferdinandea Graz (Fd) (30. Mai 1937) aus dem Bund ausgeschlossen.

## Nahestehende Verbindungen
Die KEL Gregoriana London (GgL) (11. Mai 2003) (verbandslos), eine Tochterverbindung der KÖL Josephina Wien, die KÖL Franzisco-Josephina Heidelberg-Bonn zu Regensburg (verbandslos), die KÖML Tegetthoff Wien im MKV und das Corps der Ottonen sind der KÖL nahestehende Verbindungen.
Als pennale Entsprechung gab es den Seniorenconvent pennaler Landsmannschaften (SCPL), in ihm waren drei katholische Mittelschülerlandsmannschaften (ÖML Ottonia Linz, KÖML Corps Victoria Wien, KÖML Staufia Graz) organisiert.